# Spiš-Gemer Karst
Spiš-Gemer Karst (slovakisk: Spišsko-gemerský kras, ungarsk: Szepes-gömöri karszt  ) er en del (et geomorfologisk område) i Slovakiske Malmbjerge.
Området består af disse to dele , som begge er udpeget nationalparker:
- Slovakiske Paradis - Slovakiske Paradis Nationalpark
- Muránska planina (Muráň Plateau) - Muránska planina Nationalpark